# Saint-Étienne-du-Bois, Vendée
Saint-Étienne-du-Bois är en kommun i departementet Vendée i regionen Pays de la Loire i västra Frankrike. Kommunen ligger i kantonen Palluau som tillhör arrondissementet Les Sables-d'Olonne. År 2022 hade Saint-Étienne-du-Bois 2 251 invånare.

## Befolkningsutveckling
Antalet invånare i kommunen Saint-Étienne-du-Bois
| Referens: INSEE |